# Neotetralobus africanus
Neotetralobus africanus là một loài bọ cánh cứng trong họ Elateridae. Loài này được Girard miêu tả khoa học năm 1988.